# AIA Guide to New York City

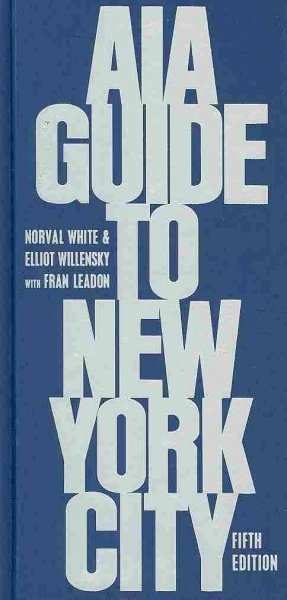
Quinta edición de la Guía de la AIA de la Ciudad de Nueva York

La AIA Guide to New York City (Guía de la AIA de la Ciudad de Nueva York) es un extenso catálogo arquitectónico con descripciones, críticas y fotografías de los edificios más destacables de los cinco distritos de la ciudad de Nueva York elaborada por Norval White y Elliot Willensky. Tras el fallecimiento de Elliot Willensky en 1990, Fran Leadon participa en la última edición de 2010.
Su primera edición fue publicada en 1967 con 464 páginas, mientras que la quinta edición del año 2010 cuenta con 1088 páginas.

El New York Times dijo de él «se trata de una guía extremadamente erudita y encantadora de nuestra metrópolis».